# Svračci
Svračci (lat. Laniidae) su mesojedna porodica ptica reda Passeriformes. Sastoji se od 33 vrste unutar 4 roda. Latinski naziv porodice, a i najvećeg roda Lanius, potiče od latinskog naziva za reč mesar. Uobičajeni engleski naziv shrike je izveden iz staroengleske reči scrīc, što aludira na piskavi cvrkut ove ptice. Pripadnici ove porodice su blisko srodni sa familijom žbunskih svrčaka Malaconotidae.

## Rasprostranjenost
Većina svračaka nastanjuje Evroaziju i Afriku, sa samo dve vrste koje žive u Severnoj Americi (svračak rašljar i veliki svračak). Ne nastanjuju Južnu Ameriku i Australiju, iako jedna vrsta dopire i do Nove Gvineje. Postoje velike razlike u rasprostranjenosti kod svračaka: veliki svračak nastanjuje celu severnu hemisferu dok je Njutnov svračak ograničen na ostrvo Sao Tome.
Nastanjuju otvorena staništa, posebno stepe i savanu. Nekoliko vrsta živi u šumama. Neke se leti razmnožavaju na severu i zimi se sele na jug.
Jedina ugrožena vrsta je Njutnov svračak koji je kritično ugrožen.

## Opis
Svračci imaju snažan, više ili manje oštar kljun koji nalikuje onom kod ptica grabljivica. To su ptice srednje veličine od 15 do 30 cm duge i 20-100 g teške. Noge i stopala su snažne, a kandže su im oštre. Dosta vrsta ima dug rep, a kod vrste Corvinella melanoleuca može biti dug do 30 cm. Perje je obično crno, belo, sivo i smeđe, ali ima vrsta sa upadljivim bojama. Mužjaci i ženke su slični ili skoro slični jedni drugima osim kod vrlo malog broja vrsta.
Ishrana svračaka se sastoji uglavnom od insekata i drugih beskičmenjaka, a neke vrste jedu i male kičmenjake. Poznati su po svojoj navici nabadanja plena na trnje ili bodljikavu žicu. Hranu često ostavljaju nepojedenu na trnju i tako stvaraju svoju zimnicu i tu hranu pojedu kada dođe razdoblje u kojem je nema dovoljno. Veće vrste nabadaju kičmenjake i komadaju ih kljunom, jer ih ne mogu pridržavati kandžama (za razliku od ptica grabljivica). Zabeleženo je i da svračak rašljar nejestive skakavce nabada na trnje i ostavih ih nabodene nekoliko dana dok nivo otrova u njihovim telima ne opadne.
Oglašavaju se ćurlikanjem uz dosta mimikrije i promuklim i neskladnim kliktajima.

## Razmnožavanje
Svračci su uglavnom monogamni, iako je poliginija zabeležena kod nekih vrsta. Kooperativno razmnožavanje, gde mlađe ptice pomažu roditeljima u podizanje sledećeg legla, je zabeleženo kod vrsta rodova Eurocephalus i Corvinella, kao i kod jedne vrste roda Lanius. Mužjaci privlače ženke na svoju teritoriju dobro opskrbljenim zimnicama. Tokom udvaranja mužjak izvodi ples i hrani ženku. Par gradi gnezdo na drvetu ili žbunu. Ženka snese 4-7 jaja sa raznim smeđim šarama. Inkubacja traje 12-15 dana, a ptići u gnezdu ostaju 12-20 dana.

## Rodovi i vrste
Familiju Laniidae je uveo (kao Lanidia) francuski polihistor Konstantin Samuel Rafineske 1815. godine.
Familija: Laniidae
Rod 
- (Rusi svračak)
- (Veliki svračak)
- (Sivi svračak)
- (Riđoglavi svračak)

Rod 
Rod 
Rod 

## Spoljašnje veze
- „Shrike”. The New Student's Reference Work. 1914.